# Homer Martínez
Homer Enrique Martínez Yépez (Malambo, Atlántico, Colombia, 6 de octubre de 1997), es un futbolista colombiano que juega como defensa central o centrocampista y su equipo actual es el Juárez de la Liga MX.

## Selección nacional
En enero de 2022 fue convocado para un partido amistoso de la selección de fútbol de Colombia contra Honduras en Estados Unidos. Debutó el 16 de enero de 2022 como titular en la victoria 2 por 1 sobre Honduras.

## Clubes
Actualizado al último partido disputado el 31 de julio de 2025.
| Club                              | Div                 | Temporada           | Liga  | Liga  | Copa Nacional | Copa Nacional | Copa Internacional | Copa Internacional | Total | Total | Prom. · |
| Club                              | Div                 | Temporada           | Part. | Goles | Part.         | Goles         | Part.              | Goles              | Part. | Goles | Prom. · |
| --------------------------------- | ------------------- | ------------------- | ----- | ----- | ------------- | ------------- | ------------------ | ------------------ | ----- | ----- | ------- |
| Barranquilla F. C. · Colombia     | 2ª                  | 2017                | 32    | 3     | 5             | 1             | —                  | —                  | 37    | 4     | 0.11    |
| Barranquilla F. C. · Colombia     | 2ª                  | 2018                | 22    | 2     | 5             | 0             | —                  | —                  | 27    | 2     | 0.07    |
| Barranquilla F. C. · Colombia     | 2ª                  | 2019                | 10    | 0     | —             | —             | —                  | —                  | 10    | 0     | 0       |
| Barranquilla F. C. · Colombia     | Total               | Total               | 64    | 5     | 10            | 1             | —                  | —                  | 74    | 6     | 0.08    |
| Junior · Colombia                 | 1ª                  | 2019                | 7     | 0     | —             | —             | —                  | —                  | 7     | 0     | 0       |
| Junior · Colombia                 | 1ª                  | 2021                | 26    | 1     | 1             | 0             | 8                  | 0                  | 35    | 1     | 0.03    |
| Junior · Colombia                 | 1ª                  | 2022                | 11    | 0     | —             | —             | 2                  | 0                  | 13    | 0     | 0       |
| Junior · Colombia                 | 1ª                  | 2023                | 41    | 1     | 2             | 0             | —                  | —                  | 43    | 1     | 0.03    |
| Junior · Colombia                 | 1ª                  | 2024                | 22    | 0     | 2             | 0             | 4                  | 0                  | 28    | 0     | 0       |
| Junior · Colombia                 | Total               | Total               | 107   | 2     | 5             | 0             | 14                 | 0                  | 126   | 2     | 0.02    |
| Atlético Bucaramanga · Colombia   | 1ª                  | 2020                | 20    | 0     | 1             | 0             | —                  | —                  | 21    | 0     | 0       |
| Atlético Bucaramanga · Colombia   | Total               | Total               | 20    | 0     | 1             | 0             | —                  | —                  | 21    | 0     | 0       |
| Independiente Medellín · Colombia | 1ª                  | 2024                | 15    | 1     | 6             | 0             | 4                  | 0                  | 25    | 1     | 0.04    |
| Independiente Medellín · Colombia | 1ª                  | 2025                | 26    | 1     | -             | -             | -                  | -                  | 26    | 1     | 0.05    |
| Independiente Medellín · Colombia | Total               | Total               | 41    | 2     | 6             | 0             | 4                  | 0                  | 51    | 2     | 0.04    |
| F. C. Juárez · México             | 1ª                  | 2025-26             | 0     | 0     | -             | -             | 1                  | 0                  | 1     | 0     | 0       |
| F. C. Juárez · México             | Total               | Total               | 0     | 0     | -             | -             | 1                  | 0                  | 1     | 0     | 0       |
| Total en su carrera               | Total en su carrera | Total en su carrera | 232   | 9     | 22            | 1             | 19                 | 0                  | 273   | 10    | 0.04    |

## Palmarés

### Títulos nacionales
| Título                | Club   | País     | Año     |
| --------------------- | ------ | -------- | ------- |
| Superliga de Colombia | Junior | Colombia | 2019    |
| Categoría Primera A   | Junior | Colombia | 2019-I  |
| Categoría Primera A   | Junior | Colombia | 2023-II |